# Burning from the Inside
Burning from the Inside — четвёртый студийный альбом английской готик-рок-группы Bauhaus, вышедший на лейбле Beggars Banquet Records в июле 1983 года, после распада коллектива.

## История создания
Во время работы над Burning from the Inside тяжело больной Питер Мёрфи был вынужден оставить группу, ограничившись написанием текстов. Коллектив продолжил запись без него, в результате чего появились композиции «Slice of Life» и «Who Killed Mr. Moonlight», вокальные партии в которых исполнили гитарист Дэниел Эш и басист Дэвид Джей соответственно. В конечном итоге Burning from the Inside привёл к разногласию внутри Bauhaus: Мёрфи начал сольную карьеру, а Эш, Джей и Хаскинс продолжили свою деятельность в группе Love and Rockets.

## Список композиций
Слова и музыка всех песен — принадлежит группе Bauhaus.
| №   | Название                    | Длительность |
| --- | --------------------------- | ------------ |
| 1.  | «She's in Parties»          | 5:46         |
| 2.  | «Antonin Artaud»            | 4:09         |
| 3.  | «Wasp» (instrumental)       | 0:20         |
| 4.  | «King Volcano»              | 3:29         |
| 5.  | «Who Killed Mr. Moonlight?» | 4:54         |
| 6.  | «Slice of Life»             | 3:43         |
| 7.  | «Honeymoon Croon»           | 2:52         |
| 8.  | «Kingdom's Coming»          | 2:25         |
| 9.  | «Burning from the Inside»   | 9:21         |
| 10. | «Hope»                      | 3:17         |

| №   | Название          | Длительность |
| --- | ----------------- | ------------ |
| 11. | «Lagartija Nick»  | 3:30         |
| 12. | «Here's the Dub»  | 3:01         |
| 13. | «Departure»       | 4:50         |
| 14. | «Sanity Assassin» | 4:05         |

## Участники записи
- Питер Мёрфи — вокал
- Дэниел Эш — электрогитара
- Дэвид Джей — бас-гитара
- Кевин Хаскинс — ударная установка